# Jule Fischer
Pour les articles homonymes, voir Fischer.
Jule Fischer née le 21 mai 2002, est une joueuse allemande de hockey sur gazon.

## Carrière
Elle a fait ses débuts en équipe première le 25 juin 2022 contre la Chine à Bois-le-Duc lors de la Ligue professionnelle 2021-2022.